# Xanthonia stevensi
Xanthonia stevensi är en skalbaggsart som beskrevs av Joseph Sugar Baly 1863. Xanthonia stevensi ingår i släktet Xanthonia och familjen bladbaggar. Inga underarter finns listade i Catalogue of Life.